# SN 2011ab
SN 2011ab – supernowa typu II-P odkryta 30 stycznia 2011 roku w galaktyce A010952+1559. W momencie odkrycia miała maksymalną jasność 19,70m.